# Plaza Castelli (Buenos Aires)

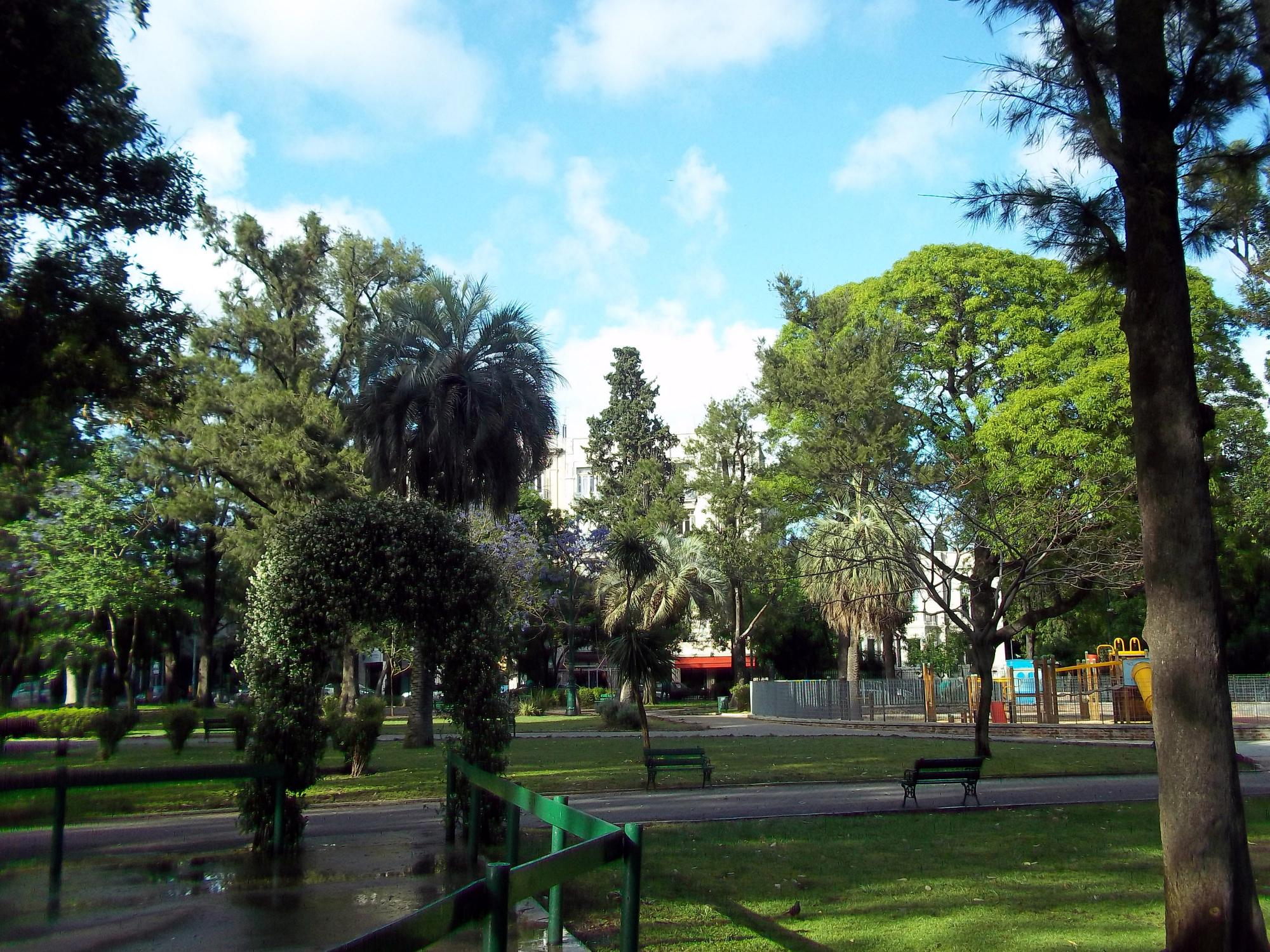
Plaza Castelli

La plaza Castelli se encuentra en el barrio de Belgrano, Buenos Aires, Argentina. Fue inaugurada en 1947. Entre 1857 y 1875 la plaza Castelli formó parte del primer hipódromo de Buenos Aires también conocido como "El circo de las carreras", el cual funcionó en las manzanas comprendidas por Crámer, La Pampa, Melián y Olazábal.
En la plaza se encuentra el Monumento a la Maternidad (obra del escultor y docente italiano Pedro Tenti, 1934).

## Ubicación
La plaza ocupa una manzana limitada por las calles Juramento, Conde y Echeverría. El lado norte de la manzana está limitado por las vías del Ferrocarril General Bartolomé Mitre. La plaza cuenta con un arenero con juegos infantiles.